# Geração distribuída
Geração distribuída (GD), também chamada de  geração descentralizada, é a geração e armazenamento elétrico realizado por uma variedade de dispositivos pequenos, conectados à rede ou conectados ao sistema de distribuição.
Usinas de geração de energia convencionais, como usinas movidas a carvão, gás e energia nuclear, bem como represas hidrelétricas e usinas de energia solar de grande escala, são centralizadas e geralmente exigem que a energia elétrica seja transmitida por longas distâncias. Por outro lado, os sistemas distribuídos são tecnologias descentralizadas, modulares e mais flexíveis, localizadas próximas ao consumo, porém com capacidades menores. Esses sistemas podem incluir vários componentes de geração e armazenamento. Neste caso, eles são referidos como sistemas híbridos de energia.
Os sistemas GD normalmente usam fontes de energia renováveis, incluindo pequenas hidrelétricas, biomassa, biogás, energia solar, energia eólica e energia geotérmica, e cada vez mais desempenham um papel importante para o sistema de distribuição de energia elétrica .  Por meio de uma interface, os sistemas de Energia distribuída podem ser gerenciados e coordenados dentro de uma rede inteligente . A geração e o armazenamento distribuídos permitem a coleta de energia de várias fontes e podem reduzir os impactos ambientais e melhorar a segurança do abastecimento.
A integração de sistemas de geração distribuída, como energia solar e eólica, apresenta desafios significativos devido à natureza incerta dessas fontes. Essa incerteza pode resultar em vários problemas no sistema de distribuição: (i) aumenta a complexidade das relações de oferta e demanda, e requer ferramentas complexas de otimização para balancear a rede, (ii) causa maior estresse na rede de transmissão existente, e (iii) pode causar fluxo reverso de potência do sistema de distribuição para o sistema de transmissão.
Microrredes são redes modernas, localizadas e de pequena escala, em contraste com a rede elétrica centralizada tradicional (macrorrede). Essas microrredes têm a capacidade de se desconectar da rede centralizada e operar de forma autônoma. Isso não apenas melhora a resiliência da rede, mas também ajuda a mitigar os distúrbios na rede elétrica. Geralmente, as microrredes operam em corrente alternada de baixa tensão e frequentemente utilizam geradores a diesel. As microrredes estão adotando cada vez mais uma combinação de diferentes recursos energéticos distribuídos, como sistemas de energia solar híbridos, que reduzem significativamente as emissões de carbono.

## Tecnologias
Os sistemas de GD podem incluir os seguintes dispositivos/tecnologias:
- Energia térmica combinada (CHP),[6] também conhecida como cogeração ou trigeração
- Células de combustível
- Sistemas de energia híbridos (sistemas híbridos solares e híbridos eólicos )
- Micro calor e energia combinados (MicroCHP)
- Microturbinas
- Sistemas fotovoltaicos (normalmente energia solar fotovoltaica em telhados )
- Motores a combustão
- Pequenos sistemas de energia eólica
- Motores Stirling
- ou uma combinação dos anteriores. Por exemplo, sistemas híbridos fotovoltaicos, CHP e baterias podem fornecer energia elétrica total para residências unifamiliares sem despesas extremas de armazenamento.[7]

## Aspectos Legais
No Brasil, a geração distribuída é regulamentada pela ANEEL, que classifica em microgeração os sistemas com potência instalada de até 75 KW, e como minigeração aqueles entre 75 KW e 3 MW. Por meio do Sistema de Compensação de Energia Elétrica (SCEE), é possível que a energia excedente de uma unidade seja injetada na rede e compensada de diversas formas.